# Катастрофа Ми-171 на Алтае
В катастрофе Ми-171 на Алтае 9 января 2009 года четверо человек были ранены, погибли семеро, в том числе полномочный представитель Президента РФ в Государственной думе Александр Косопкин. Вертолёт вылетел в 8:45 из Бийска, подобрал пассажиров-охотников в районе села Чемал и в 12:11 в результате человеческого фактора потерпел крушение, столкнувшись со склоном горы Чёрная. В поисковой операции, которая продлилась до 11 января, принимало участие 283 человека и 13 единиц авиатехники.

## Воздушное судно
Разбившийся вертолёт Ми-171 авиакомпании «Газпромавиа» (регистрационный номер RA-22463) был произведён в конце 2007 года на Улан-Удэнском авиационном заводе. Налёт составил лишь 267 лётных часов при назначенном ресурсе 7500 лётных часов и сроке службы 25 лет. Последнее плановое техническое обслуживание вертолёт прошёл 28 ноября 2008 года. Одной из первоначальных версий был отказ двигателей, в дальнейшем вертолёт был признан полностью исправным.

## Пассажиры и экипаж
На борту вертолёта было 11 человек, в том числе 3 члена экипажа. Погибли 7 человек, выжили 4.
Погибли на месте крушения:
- Алексей Баяндин (род. 1951) — командир воздушного судна, пилот первого класса. Налёт на Ми-8 — 8090 часов[3], в качестве КВС Ми-171 — 62 час 20 мин[2];
- Александр Вертей (род. 1950) — бортмеханик;
- Василий Вялков — руководитель ансамбля «Ярманка» села Турочак;
- Виктор Каймин — председатель комитета по охране, использованию и воспроизводству объектов животного мира Республики Алтай;
- Александр Косопкин — полномочный представитель Президента РФ в Государственной думе;
- Сергей Ливишин — сотрудник аппарата Госдумы РФ; (погиб через несколько часов)
- Владимир Пидопригора — командир лётного отряда Горно-Алтайска.

Выжили
- Максим Колбин (род. 1985) — второй пилот, пилот третьего класса. Налёт на модификациях вертолёта Ми-8 — 1570 часов, в том числе на Ми-171 — 26 час 30 мин[2];
- Анатолий Банных — вице-премьер Республики Алтай, представитель правительства республики в Москве;
- Борис Белинский — предприниматель;
- Николай Капранов — главный эксперт объединённого экспертного совета комитета Госдумы РФ по экономической политике и предпринимательству.

## Ход полёта и причины крушения
11 июня 2009 года эксперты из Межгосударственного авиационного комитета по итогам расследования опубликовали финальный отчёт по результатам расследования авиационного происшествия, восстановив ход полёта и причины катастрофы.
9 января в 8:45 по местному времени (UTC+6) вертолёт с четырьмя членами экипажа взлетел с аэродрома города Бийска. В 9:30 совершил посадку на площадке «Турсиб» в районе села Чемал и без документального оформления и выключения двигателей взял на борт восемь пассажиров. В 9:35 вертолёт взлетел и взял курс в район населённого пункта Кош-Агач. В телеграмме Росавиации, опубликованной 19 января, указано со ссылкой на показания выжившего второго пилота Максима Колбина, что в районе Усть-Сема командир воздушного судна потребовал от второго пилота уступить своё рабочее место пассажиру Владимиру Пидопригоре, командиру лётного отряда Горно-Алтайска. В дальнейшем Колбин в управлении вертолётом не участвовал и был в пассажирской кабине. В 10:57 командир воздушного судна сообщил диспетчеру о прибытии в район Кош-Агач: «Будем работать аэровизуально на высоте 300 метров истинной, контрольная связь по нолям».
В условиях гористой местности экипаж снизился на недопустимо малую высоту бреющего полета. Команда приступила к поиску, загону и отстрелу диких животных с высадкой охотников, а также к отстрелу животных с воздуха. При выполнении форсированного правого разворота при попытке захода для выполнения зависания и взятия на борт туши, вертолёт в 12:11 столкнулся с крутым склоном горы Чёрная (3431 м).
После повреждения рулевого винта у вертолета возник резкий разворачивающий момент, он ударился о склон передней стойкой шасси, левой стороной кабины экипажа и колесом левой основной стойки шасси. Машину развернуло практически на 180 градусов и она сместилась по склону, сминая хвостовую балку. В результате падения была разрушена кабина экипажа, лопасти несущего винта, стойки шасси, хвостовая и концевая балки, разрушен рулевой винт и фюзеляж.
По результатам анализа экспертов-метеорологов удалось восстановить фактическую погоду на момент крушения на высоте крушения (2922 метра над уровнем моря): ветер неустойчивого направления 2-3 м/с, видимость 20 км, 1-2 октанта верхней облачности, температура минус 26-28° С.

## Спасательная операция
Экипаж вертолёта не вышел на запланированный сеанс радиосвязи, и в 13:26 был объявлен сигнал «Тревога». На поиск вертолёта в 14:27 вылетел самолет Ан-2 и осуществлял визуальный поиск по всему предполагаемому маршруту до населённого пункта Иня. Самолёт вернулся в 18:18 в Горно-Алтайск к 18:18 с заходом солнца. Поиск результатов не дал.

В 17:45 с аэродрома Толмачево был поднят самолет Ан-12, принадлежащий ВВС России. Экипаж выполнил визуальный и радиотехнический поиск в районе предполагаемого нахождения вертолета Ми-171. Поиск результатов не дал.
10 января поиск пропавшего вертолёта осуществлялся двумя вертолетами Ми-8, самолетами Ан-2, Ан-12 и Ан-74. В Горно-Алтайске был создан оперативный штаб для руководства поисково-спасательными работами. В наземном поиске были задействованы 129 человек, 13 единиц техники и конные дозоры. Поиск результатов не дал.
11 января поиск с воздуха осуществляли 5 вертолетов Ми-8, самолеты Ан-2 и Ан-74. В наземном поиске были задействованы 46 человек и 7 единиц техники. Вертолёт был обнаружен в 15:30 поисковым вертолётом Ми-8 АКГУП «Алтайские авиалинии» и спасателями Горно-Алтайской РПСБ Росаэронавигации.
Спасатели обнаружили на месте катастрофы 7 погибших, двух тяжелораненых и одного человека с серьезными травмами (у троих выживших диагностировано переохлаждение, множественные переломы, ушибы и ожоги). Пострадавшие доставлены вертолётом Ми-8 МТВ МЧС на лечение в Барнаул. Оставшийся в живых второй пилот, имевший незначительные травмы, ушёл искать людей и был позже подобран поисковой группой погранзаставы.

## Выводы по результатам поисковой операции и уголовное расследование
12 января были обнаружены параметрический и речевой самописцы, 13 января эксперты МАК приступили к расшифровке записей. К 3 марта был закончен полевой этап расследования катастрофы. Наконец 11 июня Межгосударственный авиационный комитет опубликовал финальный отчёт о крушении вертолёта.
В своём отчёте эксперты МАК отметили несколько причин, обусловивших длительный поиск места крушения:
- Радиомаяк АРМ-406П в автоматическом режиме не сработал, а второй пилот Максим Колбин не сумел правильно включить его в ручном режиме и не воспользовался аварийной радиостанцией Р-855.
- Экипаж вышел на связь с диспетчером аэропорта Горно-Алтайска с докладом о продолжении работы в районе Кош-Агач, фактически дезинформировав о своём истинном местоположении (46 км от названного населённого пункта).
- В центрах слежения за полётами и на воздушном судне не было установлено оборудование Inmarsat, позволяющее контролировать местоположение в реальном времени.

Также комиссия отметила, что аналогичные происшествия, связанные с изменением характера полётного задания и нарушением безопасных высот при полётах на вертолётах в горной местности, происходили по крайней мере три раза за последние семь лет: в районе Абакана 28 апреля 2002 года разбился Ми-8 (погиб губернатор Красноярского края Александр Лебедь), в катастрофе Ми-8 на Камчатке 20 августа 2003 года погиб губернатор Сахалина Игорь Фархутдинов, в районе Сеймчана в Магаданской области 15 сентября 2007 года погибли иностранные граждане.

## Уголовное расследование
По факту авиакатастрофы было возбуждено уголовное дело. Его дважды прекращали (в августе 2009 и в январе 2010 года) с формулировкой «в связи с гибелью лиц, подлежащих к привлечению в качестве обвиняемых». Однако эти постановления дважды отменялись руководством Следственного комитета при прокуратуре Российской Федерации, а дело отправлялось на дополнительное расследование. Непосредственным виновным в крушении был признан командир воздушного судна:

Как установило следствие, вертолёт разбился из-за нарушений правил безопасности движения и эксплуатации вертолёта, которые допустил командир воздушного судна.
Кроме того, в причинно-следственной связи с крушением вертолёта и наступлением общественно-опасных последствий находятся также действия пассажира вертолёта Пидопригоры В. П., который с согласия командира воздушного судна Баяндина А. Д. был допущен на рабочее место второго пилота, совершал активные действия по управлению вертолётом и допустил ошибку при пилотировании.

## Браконьерская охота
13 января на сайте ИА «Алтапресс» были опубликованы снимки с места катастрофы с застреленными архарами — алтайскими горными баранами, занесёнными в Красную книгу России.
По словам выжившего в катастрофе Анатолия Банных лицензиями на отстрел животных занимался погибший председатель комитета по охране, использованию и воспроизводству объектов животного мира Республики Алтай Виктор Каймин. У охотников были лицензии на двух сибирских горных козлов и одного марала. Представители Всемирного фонда дикой природы совместно с российским отделением Greenpeace направили обращение в прокуратуру с требованием расследовать охоту на архаров и убийство трёх особей.
21 апреля 2009 года Главным следственным управлением Следственного комитета при прокуратуре Российской Федерации было возбуждено уголовное дело по факту незаконной охоты в Республике Алтай (ст. 258 УК РФ). В своём интервью газете «Московский комсомолец» Анатолий Банных рассказывал, что с вертолёта велась охота в том числе и на архаров, но в этом принимали участие только погибшие Ливишин и Косопкин. По итогам расследования в качестве обвиняемых по делу о незаконной охоте были привлечены трое выживших пассажиров вертолёта, 14 декабря 2010 года дело поступило в Кош-Агачский районный суд. 23 мая 2011 года суд решил, что обвинительная сторона не предоставила достаточных доказательств вины подсудимых и признал их невиновными в незаконной охоте, 27 мая приговор был обжалован прокуратурой. 11 августа Верховный суд республики Алтай отменил оправдательный приговор и направил дело вновь в Кош-Агачский суд для рассмотрения новым составом судей. 16 декабря 2011 года суд закрыл уголовное дело о незаконной охоте на архаров на основании ходатайства обвиняемых о прекращении уголовного преследования в связи с истечением срока давности.